# Arys
Arys (ryska: Арысь, Arys’) är en ort i Kazakstan.   Den ligger i oblystet Sydkazakstan, i den södra delen av landet, 1 000 km söder om huvudstaden Astana. Arys ligger 238 meter över havet och antalet invånare är 36 285.
Terrängen runt Arys är platt. Runt Arys är det glesbefolkat, med 9 invånare per kvadratkilometer. Det finns inga andra samhällen i närheten. Trakten runt Arys består i huvudsak av gräsmarker.